# Мартин, Митзи
Митзи Мартин (англ. Mitzi Martin) — американская актриса и модель, известная по ролям в фильмах «Харли Дэвидсон и Ковбой Мальборо», «Приключения Джо Грязнули», «Где моя тачка, чувак?» и «Остров».

## Биография
Митзи Мартин родилась 27 декабря 1967 в Лос-Анджелесе, Калифорния.
Её внешность использовалась для создания внешности персонажа Кейт Арчер в компьютерной игре No One Lives Forever.

## Фильмография
| Год  |   | Русское название                 | Оригинальное название                | Роль           |
| ---- | - | -------------------------------- | ------------------------------------ | -------------- |
| 1991 | ф | Харли Дэвидсон и Ковбой Мальборо | Harley Davidson and the Marlboro Man | Женщина        |
| 2000 | ф | Где моя тачка, чувак?            | Dude, Where's My Car?                | Детка №1       |
| 2000 | ф | Воля случая                      | Longshot                             | Миссис Прайс   |
| 2001 | ф | Приключения Джо Грязнули         | Joe Dirt                             | Мисс Клиппер   |
| 2002 | ф | Симона                           | S1m0ne                               | Член аудитории |
| 2005 | ф | Остров                           | The Island                           | Гид            |
| 2006 | ф | Мужской клуб                     | Stripped Down                        | Эстелла        |
| 2009 | с | Центральная оперативная группа   | U.C.O                                | Стриптизёрша   |